# Drohobyčská oblast

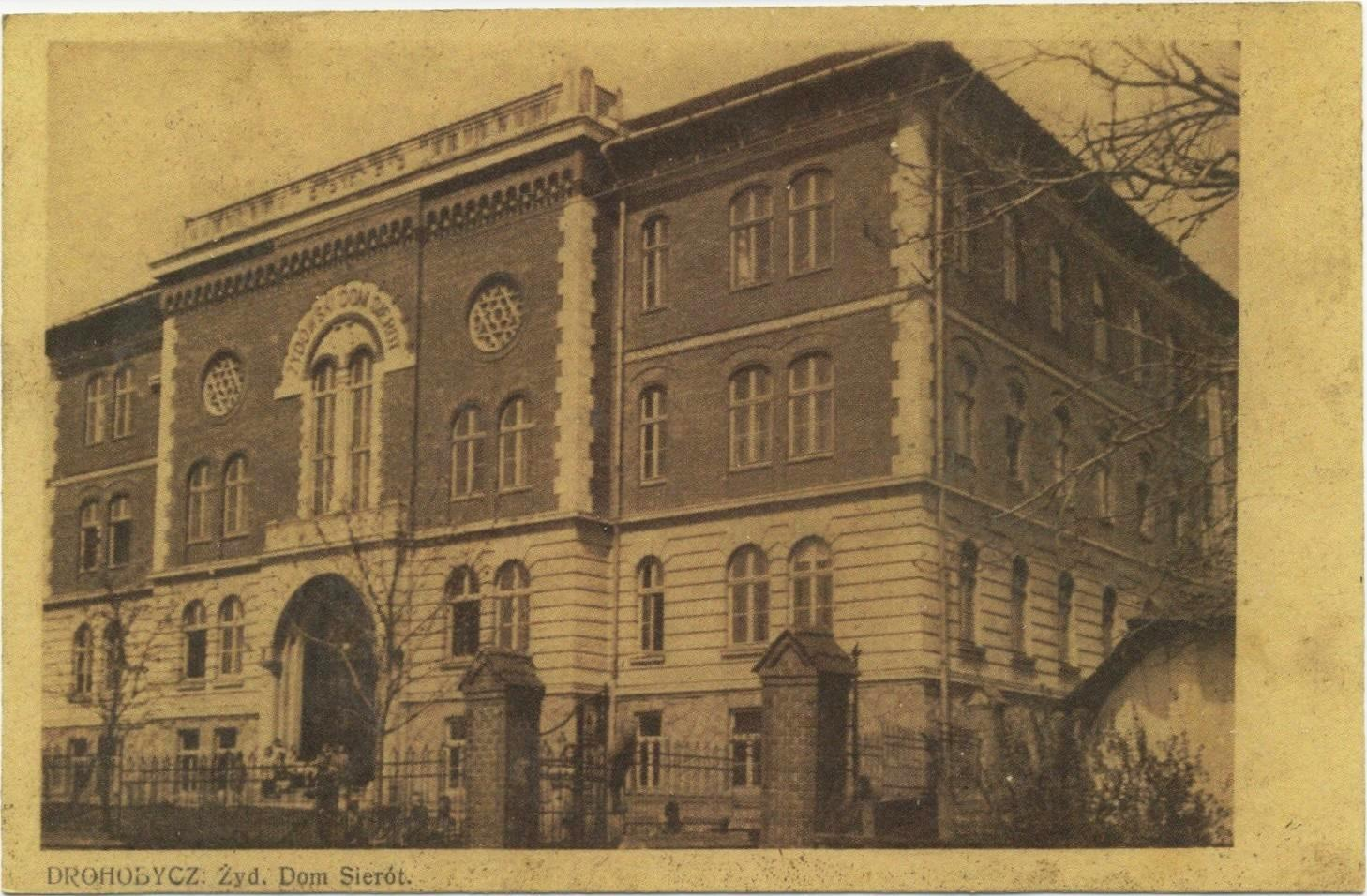
Židovský sirotčí dům v Drohobiči

Drohobyčská oblast (ukrajinsky Дрогобицька область) byla od 4. prosince 1939 do 21. června 1959 jednou z administrativních oblastí Ukrajinské SSR. Oblast byla zřízena při sovětském vpádu do Polska společně s pěti dalšími oblastmi (Lvovská, Ternopilská, Volyňská, Rovenská a Stanislavská, později Ivanofrankivská). Hlavním městem byla Drohobyč. V letech 1948–1951 byly některé její západní rajóny předány Polsku (vč. města Přemyšl). V roce 1956 měla oblast rozlohu 9600 km², 853 000 obyvatel a dělila se na 20 rajónů. Roku 1959 byla včleněna do Lvovské oblasti, což představovalo poslední větší administrativní změnu v administrativním členění Ukrajiny.